# Arcyptera brevipennis
Arcyptera brevipennis is een rechtvleugelig insect uit de familie veldsprinkhanen (Acrididae). De wetenschappelijke naam van deze soort is voor het eerst geldig gepubliceerd in 1861 door Brunner von Wattenwyl.
1. ↑  (en) Arcyptera brevipennis op de IUCN Red List of Threatened Species.